# Nacho Azofra
Ignacio Azofra de la Cuesta (Madrid, 23 de julio de 1969), más conocido como Nacho Azofra es un exbaloncestista, que ocupaba la posición de base. Con una larga carrera de 19 años en ACB, junto con Felipe Reyes, Nacho Rodríguez y Rafael Jofresa es el único baloncestista en  superar los 700 partidos en la competición.

## Biografía
Nacido en Madrid en 1969, es oriundo de la localidad cántabra de Santoña.
Jugó casi toda su vida profesional en el Club Estudiantes, exceptuando dos temporadas en el Caja San Fernando de Sevilla. El 20 de noviembre de 2006, y tras haber finalizado contrato con el Estudiantes, el jugador fichó por el Lagun Aro Bilbao Basket hasta final de temporada debido principalmente a seguir siendo el 2.º jugador que más partidos ha disputado en la ACB después de Rafa Jofresa.
Mide 1,85 m y pesa 83 kg. Su estilo de juego es rápido, imaginativo e intuitivo.
En la temporada 07/08 comenzó ejerciendo como tercer entrenador del Estudiantes, ayudando en sus labores a Mariano de Pablos, y tras la dimisión de este pasa a formar tándem con Javier González en la dirección del equipo, ahora con Velimir Perasović al frente.
En abril de 2020 fue hospitalizado por el COVID-19, recuperándose posteriormente de forma satisfactoria.

## Clubes
- 1989-93 Estudiantes
- 1993-95 Caja San Fernando
- 1995-06 Estudiantes
- 2006-07 Lagun Aro Bilbao

## Palmarés
- Campeón de la Copa del Rey 1991/92 y 1999/00, con Estudiantes.
- Semifinalista de la Euroliga en 1991/92, con Estudiantes.
- Subcampeón de la Copa Korac en 1998/99, con Estudiantes.
- Subcampeón de la Liga ACB en 2003/04, con Estudiantes.

## Reconocimientos individuales
Es considerado "jugador histórico" por la ACB. Es el tercer jugador de la historia de la ACB en número de asistencias dadas, con 2.224. Es el segundo jugador de la ACB (y el primero del Estudiantes) en número de partidos jugados 705 (por los 654 partidos de Alberto Herreros), y en cantidad de partidos jugados seguidos. Es el jugador de Estudiantes con mayor número de triples conseguidos en la ACB, con más de 600.